# BO Возничего
BO Возничего (лат. BO Aurigae) — одиночная переменная звезда в созвездии Возничего на расстоянии (вычисленном из значения параллакса) приблизительно 5879 световых лет (около 1802 парсеков) от Солнца. Видимая звёздная величина звезды — от +13,1m до +11,8m.

## Характеристики
BO Возничего — красный гигант, пульсирующая полуправильная переменная звезда типа SRB (SRB) спектрального класса M6 или M5. Эффективная температура — около 3296 К.